# Андорра на літніх Олімпійських іграх 1980
Андорра брала участь у Літніх Олімпійських іграх 1980 року у Москві (СРСР), але не завоювала жодної медалі. Країна частково приєдналась до оголошеного Сполученими Штатами бойкоту Московської Олімпіади, тому команда Андорри виступала не під національним прапором, а під олімпійським.

## Результати змагань

### Стрільба
- Франческо Ґасет Фрис
- Жоан Томас Рока